# Diané Sellier
Diané Sellier (* 29. Juli 2001) ist ein polnischer Shorttracker.

## Werdegang
Sellier trat international erstmals bei den Juniorenweltmeisterschaften 2017 in Innsbruck in Erscheinung. Dort wurde er Fünfter mit der Staffel. Im folgenden Jahr belegte er bei den Juniorenweltmeisterschaften in Tomaszów Mazowiecki den 26. Platz im Mehrkampf und den vierten Rang mit der Staffel. Sein Debüt im Weltcup hatte er im November 2019 in Salt Lake City, wo er die Plätze 19 und acht über 500 m belegte. Bei den Juniorenweltmeisterschaften 2020 in Bormio wurde er Siebter mit der Staffel und Vierter über 1000 m. In der Saison 2022/23 holte er in Almaty nach zwei Top-Zehn-Platzierungen über 500 m seinen ersten Weltcupsieg.

## Persönliche Bestleistungen
| Disziplin | Zeit         | Datum             | Ort            |
| --------- | ------------ | ----------------- | -------------- |
| 500 m     | 40,148 s     | 6. November 2022  | Salt Lake City |
| 1000 m    | 1:24,252 min | 11. Februar 2023  | Dordrecht      |
| 1500 m    | 2:14,509 min | 25. November 2021 | Dordrecht      |
| 3000 m    | 5:18,169 min | 16. Dezember 2017 | Nantes         |

## Platzierungen im Weltcup

### Weltcupsiege im Einzel
| Nr. | Datum             | Ort    | Disziplin |
| --- | ----------------- | ------ | --------- |
| 1.  | 17. Dezember 2022 | Almaty | 500 m     |

### Weltcup-Gesamtplatzierungen
| Saison  | 500 m  | 500 m | 1000 m | 1000 m | 1500 m | 1500 m |
| Saison  | Punkte | Platz | Punkte | Platz  | Punkte | Platz  |
| ------- | ------ | ----- | ------ | ------ | ------ | ------ |
| 2019/20 | 2.412  | 28.   | 179    | 68.    | 24     | 85.    |
| 2021/22 | 61     | 45.   | 76     | 42.    | 71     | 42.    |
| 2022/23 | 326    | 3.    | 36     | 40.    | -      | -      |
| 2023/24 | 154    | 16.   | 70     | 27.    | –      | –      |